# Mônica Rodrigues
Mônica Rodrigues (Río de Janeiro, 20 de septiembre de 1967) es una ex jugadora brasileña de voleibol de playa. Fue subcampeona olímpica en 1996. También fue campeona del Circuito Mundial de Voleibol de Playa en 1994.

## Carrera
Mônica comenzó a jugar voleibol de playa después de haber sido invitada a jugar en un torneo en Chile, en 1990. En ese momento, todavía jugaba voleibol de sala en el equipo Rioforte. En 1992, decidió cambiarse al voleibol de playa porque le encantaba el juego y porque se jugaba al aire libre. Formó dúo con Adriana Samuel, siendo una de las primeras sociedades que existieron en el Voleibol de Playa Brasileño.
En 1993, el dúo formado con Adriana ganó la medalla de oro en los Juegos Mundiales, realizados ese año en la ciudad holandesa de La Haya.
En 1994, Adriana Samuel y Mônica Rodrigues fueron el primer dúo brasileño (masculino y femenino) en ganar una etapa en el circuito mundial. Jugando en Santos, el dúo derrotó al dúo estadounidense Liz Masakayan y Karolyn Kirby en la final. Terminarían este año como campeones de la temporada del Circuito Mundial.
En los Juegos Olímpicos de 1996, esta misma pareja llegaría a la final de debut del voleibol de playa, contra el otro dúo brasileño: Jackie Silva y Sandra Pires. Fueron las primeras mujeres en Brasil en ganar medallas olímpicas. Mônica y Adriana perderían la decisión y se llevarían la medalla de plata.
En 2005, Mônica sufrió una grave lesión en el hombro. Entonces decidió que haría el tratamiento con calma. Pasó seis meses tratándolo y volvió lentamente. En 2007, el hombro volvió a salirse de su lugar y tuvo que operarse de nuevo. Como ya tenía 40 años, le sería imposible volver a jugar un partido a un alto nivel. Fue entonces cuando decidió poner fin a su carrera como atleta profesional. Después de la jubilación, comenzó a jugar al tenis de playa. En 2010, alcanzó el segundo lugar en el ranking del estado de Río de Janeiro en la modalidad.